# Peltola
Peltola är ett finskt efternamn, som den 31 december 2021 bars av 202 personer bosatta i Sverige.

## Personer med efternamnet Peltola
- Heikki Peltola (född 1943), finländsk läkare, specialist i pediatrik, i pediatriska infektionssjukdomar och i kirurgi
- Juha Peltola (född 1975), finländsk orienterare som blev världsmästare i stafett 2001
- Markku Peltola (född 1956), finsk skådespelare
- Mikko Peltola (född 1969), finländsk före detta ishockeyspelare
- Mikko Peltola (född 1974), finländsk programledare